# تشاه علي سربازي (اسفندار)
تشاه علي سربازي (بالإنجليزية: Chah-e Ali Sarbazi)‏ هي منطقة سكنية تقع في إيران في يزد. يقدر عدد سكانها بـ 15 نسمة .